# Legamenti della spalla
I legamenti della spalla conferiscono alla mano un'enorme mobilità che permette di poter arrivare in quasi tutti i punti dello spazio, questo in primis grazie alla struttura anatomica della spalla, formata da omero, scapola (acromion, glenoide, spina della scapola sul lato dorsale, angolo superiore e inferiore, corpo della scapola), clavicola (che presenta un'estremità sternale in contatto con il manubrio e una clavicolare), sterno (formato da un apice detto manubrio, da un corpo e da un processo xifoideo). Tutte queste strutture formano delle articolazioni collegate tra loro da legamenti.
- Legamento coraco-clavicolare
- Legamento coraco-acromiale
- Legamento coraco-omerale
- Legamento trasverso-omerale
- Legamento gleno-omerale superiore
- Legamento gleno-omerale medio
- Legamento gleno-omerale inferiore
- Legamento trapezoide
- Legamento conoide
- Legamenti capsulari

Dai nomi si deduce la localizzazione di tali legamenti.
In tali legamenti si presentano varie patologie della spalla o da alcune instabilità, come per esempio una lassità della struttura legamentosa della spalla, da non confondere con una lassità fisiologica, frequente in atleti o sportivi agonistici.